# فرانسوی سوئیسی

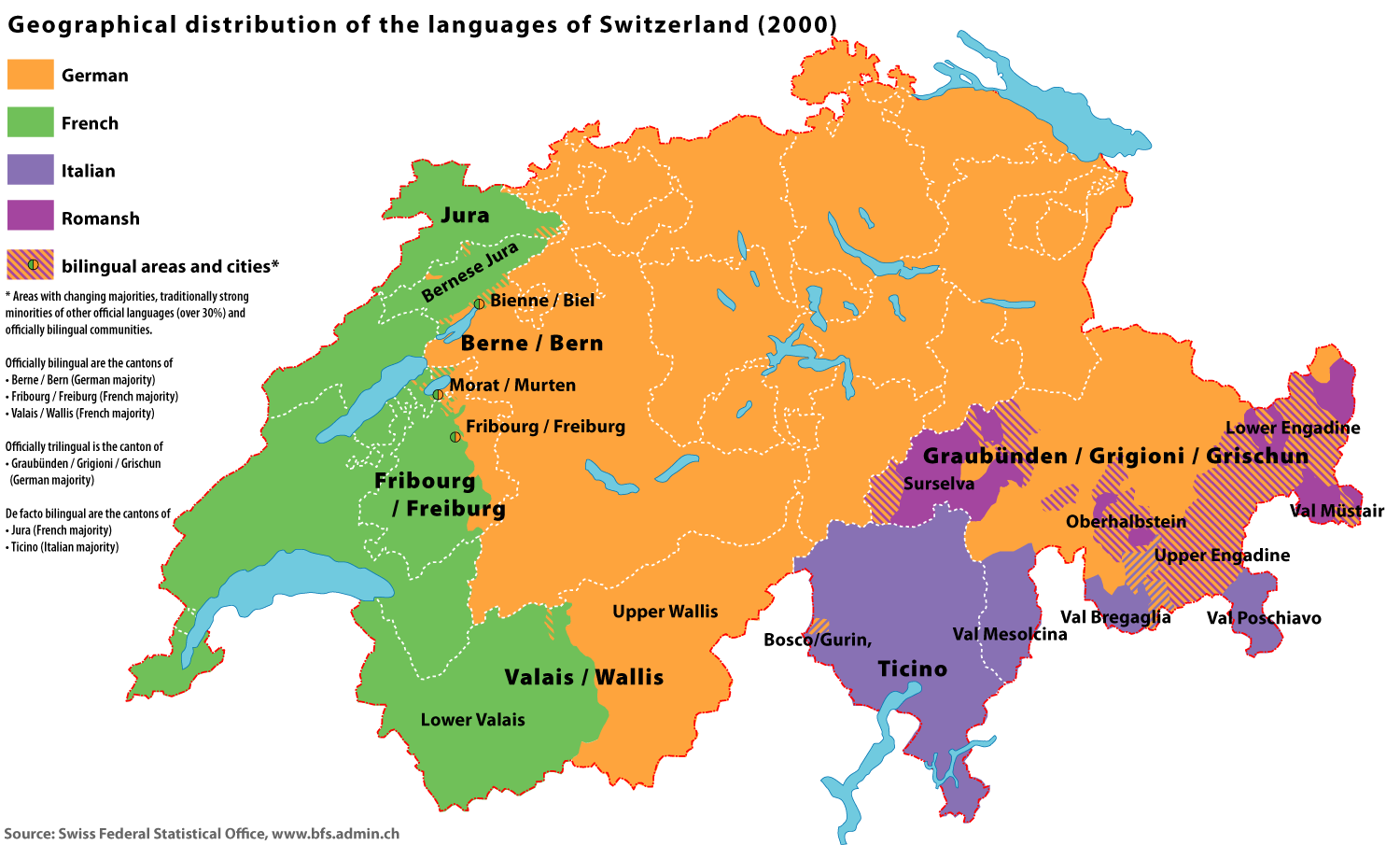
منطقهٔ فرانسه‌زبان سوئیس در نقشه با رنگ سبز نشان داده شده‌است.

فرانسوی سوئیسی (به فرانسوی: français de Suisse) گونه‌ای از زبان فرانسه است که در منطقهٔ فرانسه‌زبان کشور سوئیس در منطقه‌ای به‌نام رومندی به آن گفتگو می‌شود. زبان فرانسه، در کنار زبان‌های آلمانی، ایتالیایی، و رومانش، یکی از چهار زبان رسمی کشور سوئیس است.